# Comuna Vilnîțea, Ciutove
Vilnîțea (în ucraineană Вільниця) este o comună în raionul Ciutove, regiunea Poltava, Ucraina, formată din satele Florivka, Lîsivșciîna și Vilnîțea (reședința).

## Demografie
Componența lingvistică a comunei Vilnîțea
     Ucraineană (98,13%)
     Rusă (1,12%)
     Alte limbi (0,74%)
Conform recensământului din 2001, majoritatea populației comunei Vilnîțea era vorbitoare de ucraineană (98,13%), existând în minoritate și vorbitori de rusă (1,12%).